# Veterinair Studenten Corps Absyrtus
Het Veterinair Studenten Corps Absyrtus (opgericht als 'Sociëteit') bestond van 1865 tot 1925. Aanvankelijk aan 's-Rijks Veeartsenijschool (R.V.A.S.) en vanaf 1918 aan de Veeartsenijkundige Hoogeschool (V.H.) te Utrecht,
Deze laatste werd in 1925 als Faculteit der Veeartsenijkunde geïncorporeerd in de Rijks Universiteit Utrecht.
De naam was ontleend aan een historische figuur, Absyrtus, die leefde van 300 tot 360. Hij was paardenarts in het Oost-Romeinse leger van Constantijn de Grote en schreef verhandelingen over de ziekten van paarden en hun behandeling.